# Richmond Trophy 1950
Richmond Trophy 1950 je bila neprvenstvena dirka Formule 1 v sezoni 1950. Odvijala se je 10. aprila 1950.

## Rezultati

### Štartna vrsta
| _______4_______ Peter Walker ERA       |                                        | _______3_______ Reg Parnell Maserati |                                                     | _______2_______ Peter Whitehead Ferrari |                                                | _______1_______ Cuth Harrison ERA        |  |
|                                        | _______7_______ Brian Shawe-Taylor ERA |                                      | _______6_______ Philip Fotheringham-Parker Maserati |                                         | _______5_______ Graham Whitehead ERA           |                                          |  |
| _______11_______ Colin Murray Maserati |                                        | _______10_______ Princ Bira Maserati |                                                     | _______9_______ Gordon Watson Alta      |                                                | _______8_______ David Hampshire Maserati |  |
|                                        |                                        |                                      | _______13_______ George Abecassis HWM               |                                         | _______12_______ Toulo de Graffenried Maserati |                                          |  |

### Dirka
| Poz | Št | Dirkač                     | Kontruktor        | Krogi | Čas/Odstop | Št. m. |
| --- | -- | -------------------------- | ----------------- | ----- | ---------- | ------ |
| 1.  | 22 | Reg Parnell                | Maserati          | 11    | 20:14,4    | 3      |
| 2.  | 20 | Toulo de Graffenried       | Maserati          | 11    | + 46,0 s   | 13     |
| 3.  | 29 | Brian Shawe-Taylor         | ERA               | 11    | + 46,1 s   | 7      |
| 4.  | 28 | Cuth Harrison              | ERA               | 10    | +1 krog    | 1      |
| 5.  | 25 | Graham Whitehead           | ERA               | 11    | +1 krog    | 2      |
| 6.  | 5  | George Abecassis           | HWM-Alta          | 8     | +3 krogi   | 12     |
| 7.  | 32 | Colin Murray               | Maserati          | 7     | +4 krogi   | 8      |
| Ods | 21 | Princ Bira                 | Maserati          | 4     | Umik       | 9      |
| Ods | 31 | Philip Fotheringham-Parker | Maserati          | 4     |            | 6      |
| Ods | 33 | Gordon Watson              | Alta F2           | 1     |            | 10     |
| DNS | 24 | Peter Whitehead            | Ferrari           |       | Umik       |        |
| DNS | 26 | Peter Walker               | ERA               |       |            |        |
| DNA | 23 | David Hampshire            | Maserati          |       |            |        |
| DNA | 30 | Tony Rolt                  | Delage            |       |            |        |
| DNA | 34 | Archie J. Butterworth      | A.J.B.-Duesenberg |       |            |        |